# Albino (praefectus urbi)
Flavio Albino (in latino  Flavius Albinus; fl. 426) è stato un politico romano.
Apparteneva ad una nobile famiglia romana e nel 426 fu nominato praefectus urbi di Roma.
Potrebbe essere identificato con il Cecina Decio Aginazio Albino praefectus nel 415 o con il Cecina Decio Aginazio Albino console nel 444.